# Goguera
La Goguera es una empanada típica de la de la cocina aragonesa (concretamente de la zona de Barbastro) para llevar al campo, se elabora con carne de caza o de corral picada. En algunas fuentes es considerado como una variante de la mona de Pascua.